# Pedro Armendáriz Jr.
Pedro Armendáriz Jr. (ur. 6 kwietnia 1940 w m. Meksyk, zm. 26 grudnia 2011 w Nowym Jorku), meksykański aktor filmowy; zagrał w ponad 100 filmach, zarówno w produkcjach amerykańskich jak i meksykańskich. Był synem Pedro Armendáriza.

## Filmografia

### Filmy
- Chisum (1970) jako Ben
- Dwa muły dla siostry Sary (1970) jako młody francuski oficer
- Siedmiu wspaniałych nadjeżdża (1972) jako Pepe Carral
- Trzęsienie ziemi (1974) jako Emilio Chavez
- Psy wojny (1980) jako major
- Pechowiec (1981) jako Custao
- Wyspa skarbów (1985) jako Mendoza
- Stary gringo (1989) jako Pancho Villa
- Licencja na zabijanie (1989) jako prezydent Hector Lopez
- Tombstone (1993) jako ksiądz
- Cisco Kid (1994) jako gen. Montano
- Zapach raju (1997) jako minister
- Amistad (1997) jako gen. Espatero
- Maska Zorro (1998) jako gubernator Don Pedro
- Na granicy (1998) jako Herman
- Zanim zapadnie noc (2000) jako dziadek Reynaldo
- Grzeszna miłość (2001) jako Jorge Cortes
- Zbrodnia Ojca Amaro (2002) jako prezydent Gordo
- Dom nadziei (2003) jako Ernesto
- Pancho Villa we własnej osobie (2003) jako Don Luis Terrazas
- Pewnego razu w Meksyku: Desperado 2 (2003) jako prezydent
- Porywacze, zapaśnik i papuga (2004; inny polski tytuł – Zabić Cabosa) jako Oscar Cabos
- Legenda Zorro (2005) jako gubernator Don Pedro
- Ostatni ze sprawiedliwych (2006) jako o. Toro
- Długa noc (2007) jako Don Ricardo
- Casa de mi padre (2012) jako Miguel Ernesto

### Seriale telewizyjne
- Columbo jako komendant Sanchez (w odc. pt. Sprawa honoru z 1976)
- Statek miłości (1977–1986) jako Ricardo (gościnnie)
- Nieustraszony (1982–1986) jako Eduardo O’Brian (gościnnie)
- Detektyw Remington Steele (1982–1987) jako kpt. Rios (gościnnie)
- Airwolf (1984–1987) jako kpt. Mendez (gościnnie)
- Żar tropików (1991–1993) jako kpt. Carillo
- Brygada Acapulco (1993–1994) jako Rodriquez (gościnnie)
- Labirynt namiętności (1999–2000) jako o. Mateo Valencia
- Miłość jak tequila (2007) jako Thomas